# チョウシハマベダニ
チョウシハマベダニ（銚子浜辺ダニ）学名 Ameronothrus twitter は、ハマベダニ科ハマベダニ属に分類されるダニの一種。種小名の twitter は、千葉県銚子市で釣りをしていた自然愛好家の会社員が撮影してTwitterに投稿した画像がきっかけとなったという発見経緯による。WoRMSの2021年の注目すべき海洋生物の新種トップ10に選ばれた。

## 形態
体長は600〜700μm。体色は黒みがかった暗褐色。他のハマベダニ属とは、特徴的なクチクラ構造から区別できる。後体部背面に結節状彫刻がある点などで北海道に分布するヨイチハマベダニ（Ameronothrus yoichi）と近縁である可能性があるが、後体部の前部と後部それぞれに結節が繋がった隆起部分があるなど、顕著な相違がある。

## 分布
タイプ産地である千葉県銚子市の銚子港からのみ知られている。
- タイプ産地：

「Japan, Honshu, Chiba Prefecture,  Choshi City, Choshi Outer Fishing Port (Choshi-Gaikou) on a wharf; coordinates (DD) 35.738853N, 140.867088E」
（千葉県銚子市銚子外港（ちょうしがいこう）の埠頭上; 北緯35度44分20秒 東経140度52分02秒 / 北緯35.738853度 東経140.867088度。

## 生態
本種を含むハマベダニ属は寒冷気候に適応しており、年平均気温17度・年平均海面温度20度を超える環境では生存できないと考えられている。銚子市は日本の太平洋側で本種が生存できる環境の南限にあたる。
記載の時点までにはコンクリート構造物上での発見例しかないが、他のハマベダニ属の生息地から、本来の生息環境は沿岸の岩石である可能性が示唆されている。
本種の生活環や食性などの詳細はわかっていないが、同属の近縁種は岩場に生育する地衣類などを食べることが知られている。

## 発見経緯
釣りのために銚子港に訪れた男性会社員が、撮影した虫の写真をTwitterに投稿したところ、法政大学の島野智之教授は写真に映る虫が恐らくハマベダニ属のダニであることに気づき、同地で標本を採取、新種であることを発見した。Twitterの投稿から新種が発見されるのは、ヤスデに寄生する菌類である Troglomyces twitteri  に次いで2例目であり、動物としては世界初の事例である。

## 分類
本種の記載以前の日本でのハマベダニ属の発見は、当時2019年に記載された北海道（余市町・室蘭市）のヨイチハマベダニ（Ameronothrus yoichi ）の1例のみであり、本種はそれに続く発見であった。続く3例目として2022年に鳥取県（鳥取市福部町岩戸）からイワドハマベダニ（Ameronothrus retweet ）が記載されており、種小名のretweet は本種が発見されたツイートに対する返信がきっかけでイワドハマベダニが発見されたことに由来する。